# Kidumbugu (periodiskt vattendrag i Mwaro)
Kidumbugu är ett periodiskt vattendrag i Burundi.   Det ligger i provinsen Mwaro, i den centrala delen av landet, 40 kilometer sydost om huvudstaden Bujumbura.
Omgivningarna runt Kidumbugu är en mosaik av jordbruksmark och naturlig växtlighet. Runt Kidumbugu är det ganska tätbefolkat, med 172 invånare per kvadratkilometer.